# 神奈川無線タクシー協同組合

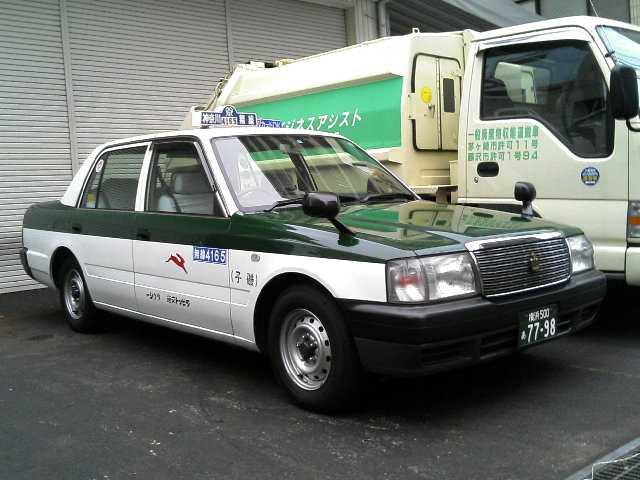
神奈川無線（ラビット交通）のタクシー

神奈川無線タクシー協同組合（かながわむせんタクシーきょうどうくみあい）は、かつて横浜市を主な営業区域としていたタクシー会社無線共同体である。1986年（昭和61年）に結成された。略称は「神奈川無線」。社名表示灯は共通のものを載せるが車体色については特に決まっていなかった。2010年（平成22年）3月31日をもって解散した。本拠地があったのは横浜市中区。

## 加盟会社及び営業所
- 国際交通（磯子区） - チェッカーキャブ車色事業者。元国際興業系で平和自動車交通（東京都江戸川区）グループ（協同組合解散以降は非無線運用）。2021年（令和3年）に平和自動車交通のチェッカーキャブ脱退および日本交通提携に伴い日本交通横浜に営業権を譲渡した。
- ヒノデ第一交通（磯子区･保土ケ谷区） - チェッカーキャブ車色事業者。2015年（平成27年）にチェッカーキャブから脱退し現在は自社（第一交通）無線を装備。
- フラワー交通（神奈川区）
- 朋栄交通（保土ケ谷区） - 協同組合解散と同時に神奈川旅客自動車協同組合に移籍。
- ラビット交通（磯子区）
- ワイキャブ（磯子区） - 協同組合解散と同時に神奈川旅客自動車協同組合に移籍。